# アダムス・ファミリー2 アメリカ横断旅行!
『アダムス・ファミリー2 アメリカ横断旅行!』（原題: The Addams Family 2）は、2021年のアメリカ合衆国のブラック・コメディ映画。チャールズ・アダムスによる同名のカートゥーン（漫画）『アダムス・ファミリー』のCGアニメーション映画化した2019年の映画『アダムス・ファミリー』の続編。前作に続いてコンラッド・ヴァーノンとグレッグ・ティアナンが監督を務める。パグズリー・アダムスの声優（英語版）は交代された。

## あらすじ
アダムス家は家族の絆を深めるため、キャンピングカーでアメリカ各地を巡るドライブ旅行に出た。しかし、そんな彼らの後を怪しい男たちが追いかけてきていた。

## キャスト
| 役名                   | 原語版声優                   | 日本語吹替                     |
| ---------------------- | ---------------------------- | ------------------------------ |
| ゴメズ・アダムス       | オスカー・アイザック         | 生瀬勝久                       |
| モーティシア・アダムス | シャーリーズ・セロン         | 杏                             |
| ウェンズデー・アダムス | クロエ・グレース・モレッツ   | 二階堂ふみ                     |
| パグズリー・アダムス   | ジャヴォン“ワナ”・ウォルトン | 堀江瞬                         |
| フェスターおじさん     | ニック・クロール             | 秋山竜次（ロバート）           |
| グランドママ           | ベット・ミドラー             | 京田尚子                       |
| ラーチ                 | コンラッド・ヴァーノン       | 大塚明夫                       |
| ムステラ氏             | ウォーレス・ショーン         | 多田野曜平                     |
| カズン・イット         | スヌープ・ドッグ             |                                |
| サイラス・ストレンジ   | ビル・ヘイダー               | 森川智之                       |
| オシーリア             | シェラミー・リー             | ならはしみき                   |
| 館の精                 | コンラッド・ヴァーノン       | 藤井隼                         |
| ペギー                 | カイラ・プラット             | 下地紫野                       |
| BBロニー               | ブライアン・ソマー           | 廣田行生                       |
| ミス・ローリーン       | メアリー・フェイバー         | 今泉葉子                       |
| ショーの女性           |                              | 林真理花                       |
| 求婚する男             |                              | 星野貴紀                       |
| 求婚される女           |                              | 前田玲奈                       |
| 女子生徒               |                              | 山口立花子                     |
| 火山男子               |                              | 金澤まい                       |
| 女性アナ               |                              | 荒川れん子                     |
| 観光女子               |                              | 花守ゆみり 大地葉              |
| パーティー女子         |                              | 泊明日菜 和氣あず未            |
| ビーチの男             |                              | 佐藤せつじ 内野孝聡            |
| 海水浴の女             |                              | 長尾歩                         |
| 海水浴の女の子         |                              | 國府咲月                       |
| ライフガード           |                              | 竜門睦月                       |
| 店の男                 |                              | 松川裕輝                       |
| 観客女性               |                              | 塙英子                         |
| バスタブ男             |                              | バトリ勝悟                     |
| 翻訳                   | 翻訳                         | 桜井裕子                       |
| 演出                   | 演出                         | 高橋正浩                       |
| 日本語版制作           | 日本語版制作                 | 株式会社ニュージャパンフィルム |